# James Edward Gunn
James Edward Gunn (21 de octubre de 1938) es profesor de Astronomía con la cátedra Eugene Higgins en la Universidad de Princeton (Nueva Jersey).
Doctorado por el Instituto Tecnológico de California en 1966, James Gunn hizo sus primeras contribuciones teóricas en el campo de la formación de galaxias, el medio gaseoso que hay entre éstas y la presencia de materia oscura en su interior. Más tarde, juega un papel central en varios proyectos de observación, tales como el telescopio Hubble y el Sloan Digital Sky Survey, proyecto que intenta trazar un mapa con las propiedades de un millón de galaxias.
Galardonado en el 2005 con el Premio Crafoord , el Premio Gruber de Cosmología y el Premio Kyoto de Ciencias Básicas en (2019).